# Rainer Hennig

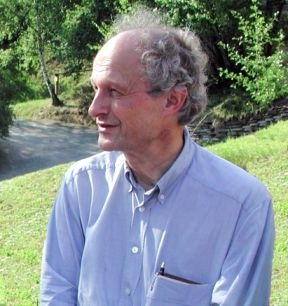
Rainer Hennig

Rainer Hennig (* 30. März 1945 in Lippertsgrün bei Naila) war von 1991 bis 2001 der Umweltbeauftragte der Evangelisch-Lutherischen Kirche in Bayern. Er erhielt 2006 das Bundesverdienstkreuz am Bande.
Hennig konnte durch seine Tätigkeit mehr als 1000 ehrenamtliche Umweltbeauftragte gewinnen. Von ihm publizierte Fibeln („Kirchliche Baufibel“, "Friedhofsfibel", Lebensstilbuch "einfach", Leitfaden "Der Schöpfung zuliebe", Einkaufsführer "Unser Nachbarbauer") enthalten Informationen zu konkreten Umweltschutzmaßnahmen im Raum der Kirche. Er setzte sich auch erfolgreich für die Verwendung von Energiesparlampen und Wasserspareinrichtungen in Kirchengemeinden ein.
Aus Spendenmitteln wurde der Bau einer Windkraftanlage realisiert, die mit ihren Erträgen kirchliche Umweltberatung finanziert.
Weiter war Henning von 1995 bis 2003 Vorsitzender des Vereins "Schöpfung bewahren konkret", engagierte sich für ökologische Projekte in Tansania sowie für den Einsatz erneuerbare Energien in Tschechien.